# 鮑氏魮
鮑氏魮（学名：Barbus bawkuensis）為輻鰭魚綱鯉形目鯉科的一個種。被IUCN瀕危保育類動物，分布於非洲尼日河流域，本魚中凸的背面輪廓，達到或延伸經過前緣的前面的觸鬚；在後部的觸鬚長，達到或延伸經過眼的後半段。第一側線的少數鱗片穿孔，但是一些個體可能有幾乎側線完整，在背鰭有較深的鱗片之下浸的側線。在第一鰓弓上的3個不發達的鰓耙。具有從鰓蓋到尾柄延伸的不同黑色素細胞的狹帶狀的光側邊。在吻上的黑色的縱帶，背部有顏色的前緣。背鰭軟條11枚；臀鰭軟條8枚，體長可達2.9公分。

## 扩展阅读
維基物種上的相關：鮑氏魮